# Богословская школа Беркли
 Богословская школа Беркли (англ. Berkeley Divinity School) – семинария Епископальной церкви, находится в городе Нью-Хейвен, в штате Коннектикут, США. Основана в 1854 году. 
Первоначально школа находилась в городе Мидделтаун, в штате Коннектикут. В 1928 году переехала в Нью-Хейвен, чтобы использовать ресурсы Йельского университета.
В 1971 году школа подписывает соглашение с Йельским университетом и становится аффилированной структурой Богословской школы Йельского университета. Все студенты Богословской школы Беркли являются студентами Богословской школы Йельского университета. Таким образом, треть студентов Богословской школы Йельского университета обучаются в её аффилированной структуре – Богословской школе Беркли.
Богословская школа Беркли входит в Ассоциацию теологических школ США и Канады.

## Известные выпускники
- Эллвуд Роберт, историк религии и писатель